# Orebić

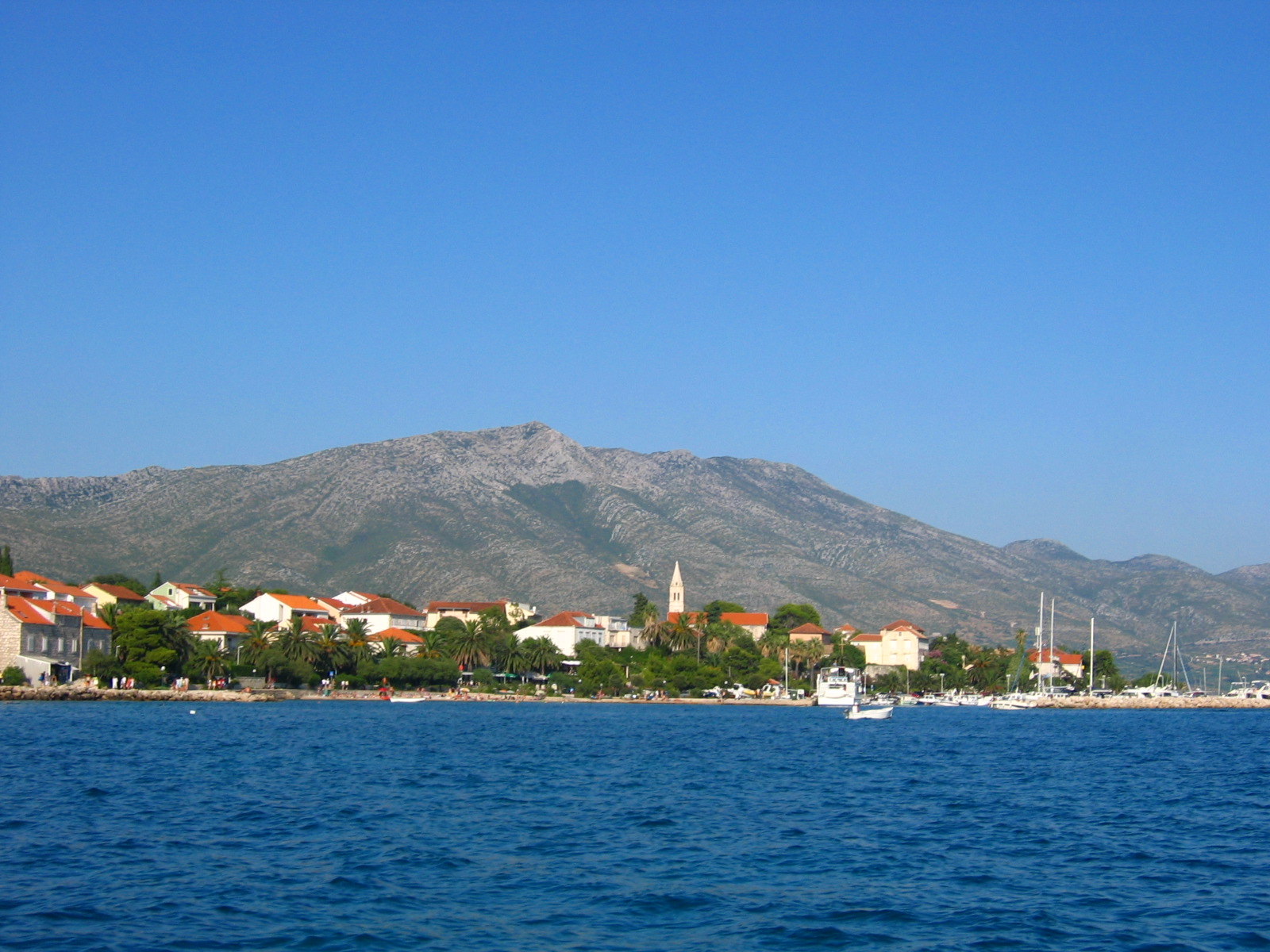
Orebić

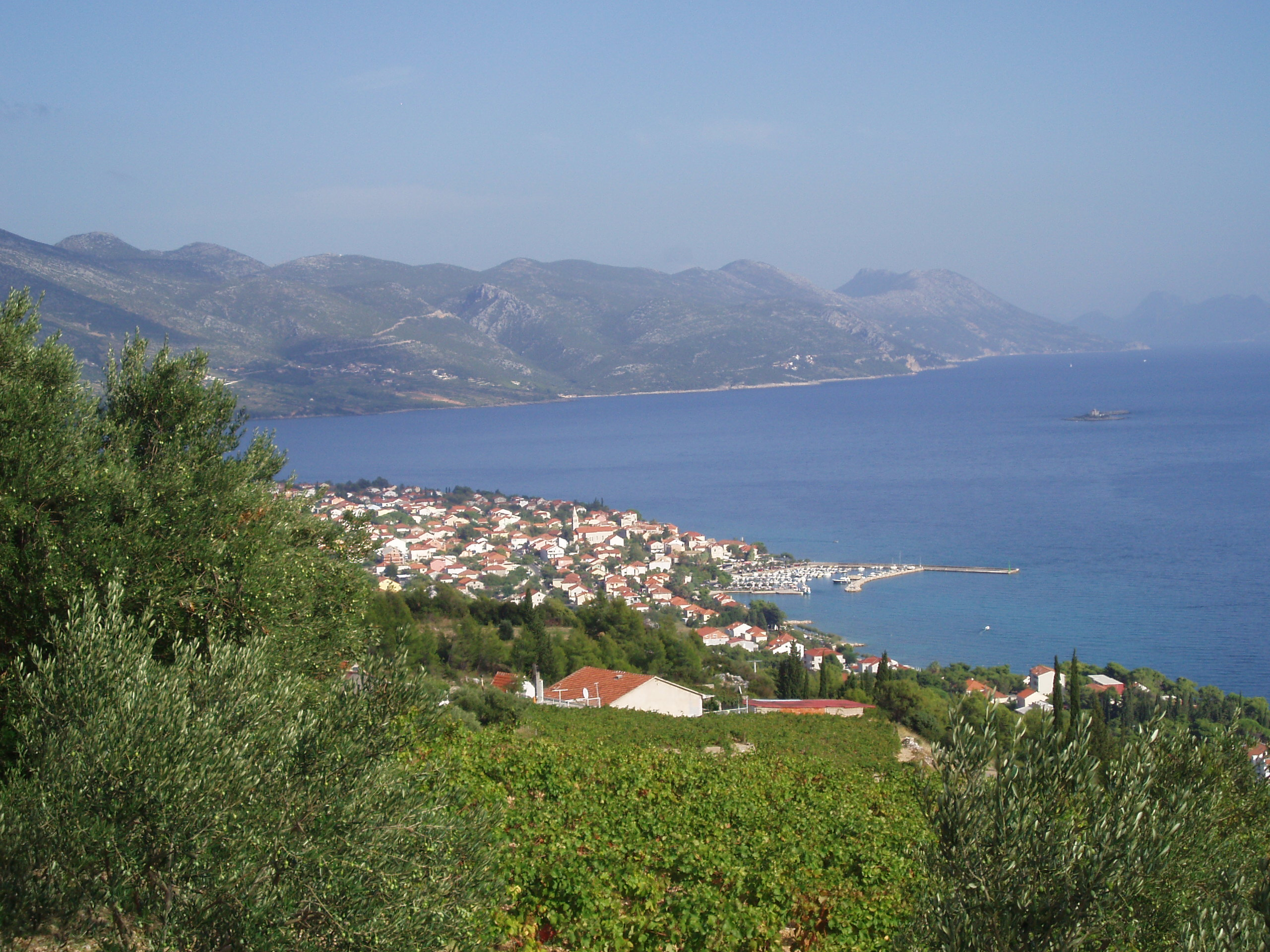
Pohled na Orebić od františkánského kláštera

Orebić je opčina na jižní straně poloostrova Pelješac v Chorvatsku. V roce 2001 zde žilo 4 165 obyvatel. Zdejší obyvatelé se kromě cestovního ruchu věnují také zemědělství, pěstování ovoce a rybolovu. Turisté hojně využívají přilehlé písečné i oblázkové pláže v zálivu Trstenica. Město má vlastní přístaviště u pobřežní hráze. 

## Sídla
K opčině kromě vlastního města náleží sídla Donja Banda, Kućište, Kuna Pelješka, Lovište, Nakovanj, Oskorušno, Pijavičino, Podgorje, Podobuče, Potomje (s přímořskou osadou Borak), Stankovići, Trstenik a Viganj.

## Památky
- Námořní muzeum v budově bývalé radnice
- V centru města stojí několik domů kapitánů
- Goticko-renesanční františkánský klášter - nachází se asi 2 km západně od Orebiće
- Barokní kostel na hoře sv. Ilija